# República Batava
República Batava (Bataafse Republiek em neerlandês) foi a forma de organização política que de 19 de janeiro de 1795 a 5 de junho de 1806 existiu na região central dos Países Baixos, criada com base no apoio da França revolucionária aos Patriotas neerlandeses e funcionando como um Estado cliente da França, situação que, embora com diferentes formas de organização política, se manteria até à derrota final de Napoleão Bonaparte. A designação deriva de Batávia, a região habitada pelos batavos, nome dado nos tempos de Júlio César ao povo germânico do noroeste europeu considerado então como o antepassado dos actuais neerlandeses.

## A ascensão e queda da República Batava
A República da Batávia foi proclamada a 19 de janeiro de 1795, no dia imediato à fuga para Inglaterra do último stadthouder, Guilherme V, Príncipe de Orange, na sequência de um golpe apoiado pelo envio de um exército francês que entrou em território dos Países Baixos acompanhado por forças dos Patriotas.
Os franceses foram recebidos como libertadores, gozando de grande apoio popular, já que o golpe e a subsequente invasão francesa foram vistos como um ajuste de contas face aos acontecimentos de 1787, quando a facção que apoiava a Casa de Orange tinha conseguido esmagar um golpe que visava reformar o regime político então vigente. Essa vitória, em extremo impopular, devera-se ao apoio armado de Frederico Guilherme II da Prússia, cunhado do stadthouder, que enviara uma força prussiana que invadira e subjugara o País. Os Patriotas, que tinham sido então obrigados a exilar-se para França, voltavam agora vencedores, apoiados pelo exército francês, e apostados em realizar finalmente os seus princípios liberais.
Em contraste com os eventos revolucionários em França, o processo de mudança política nos Países Baixos ocorreu de forma relativamente pacífica, sem necessidade de recurso à guilhotina e sem que a nova República experimentasse o Reino do Terror ou se transformasse numa ditadura. Esta estabilidade comparativa deveu-se à já longa tradição republicana dos Países Baixos, onde uma república existia há já dois séculos e à presença de uma burguesia mercantil poderosa cuja influência política ultrapassava em muito a exercida pela limitada aristocracia remanescente.
Ainda assim, as mudanças eram profundas, já que a antiga República das Sete Províncias Unidas dos Países Baixos, que a República da Batávia vinha substituir, era baseada num complexo sistema decisório, caracterizado por delicados equilíbrios políticos de raiz feudal e sem base representativa real, em que cada uma das sete províncias mantinha um elevado grau de autonomia que lhes permitia bloquear o processo legislativo. Em consequência, o processo decisório era lento, o que impedia o aparecimento de reformas atempadas e dificultava a capacidade de reacção do Estado face a eventos internos e externos.
Como diferença fundamental, inspirada no centralismo francês, a República da Batávia era um estado unitário e não uma confederação de províncias nominalmente independentes, como o fora a República sua antecessora. Em consequência, houve necessidade de institucionalizar um conjunto de estruturas e de políticas comuns a toda a República, as quais, apesar da efemeridade da República da Batávia, marcariam a evolução dos Países Baixos até aos nossos dias. Entre essas inovações contam-se a fixação do ortografia da língua neerlandesa, com base no trabalho de Matthijs Siegenbeek (1804), e a concessão de igualdade de direitos de cidadania aos judeus, luteranos e católicos romanos. Também procedeu à aprovação de uma declaração dos direitos dos cidadãos, base de todos os documentos constitucionais neerlandeses posteriores.
Apesar da relativa estabilidade, ainda assim a curta vida da República da Batávia foi marcada por três golpes de Estado, que embora sem atingirem a violência e o derramamento de sangue dos golpes contemporâneos em França provocaram grandes mudanças políticas e um sentimento de permanente instabilidade.
O primeiro golpe ocorreu logo em 1798, apenas três anos após a implantação do novo regime, em resultado das tensões criadas entre os democratas unitários, que desejavam uma rápida transição do regime provincial para o regime de estado unitário, e se sentiam traídos pela lentidão das reformas que o governo implementava. Em consequência assumiram o poder, numa ditadura de facto, e impuseram uma aceleração do processo de construção do novo Estado.
O segundo golpe ocorreu alguns meses depois, como reacção à tomada de poder pelos unitários, resultando no fim da sua ditadura, mas tendo como consequência a divisão da Assembleia Nacional, erecta em 1796, mas que se mostrava incapaz de conciliar os interesses divergentes dos unitários e dos defensores da autonomia provincial.
O terceiro golpe ocorreu em 1801, quando, por decisão de Napoleão Bonaparte, as forças francesas impuseram a reversão de muitas das reformas adoptadas após o golpe de 1798.
Sendo um Estado cliente da França, funcionando como um verdadeiro Estado vassalo do nascente Império Francês, a República batava estava sujeita à ingerência directa do poder suserano francês, o qual se tornou mais evidente e interventor após a subida ao poder de Napoleão Bonaparte. Esta crescente ingerência francesa levaria ao fim da República, num processo que se iniciou em 1805, quando Napoleão decidiu instalar no poder Rutger Jan Schimmelpenninck, um político ambicioso e diligente, mas incapaz de fazer frente aos interesses franceses.
Rutger Jan Schimmelpenninck foi nomeado Raadspensionaris (Grande Provedor, isto é Presidente da República), tendo como missão fortalecer o poder executivo face à crescente influência parlamentar e ao recrudescimento das autonomias locais, processo que iniciou com grande dureza. Apesar disso, pouco depois Napoleão decidiu por termo à experiência republicana neerlandesa e forçou a demissão de Schimmelpenninck, declarando a 5 de junho de 1806 o seu irmão Louis Bonaparte como rei de um novo estado vassalo, o Reino da Holanda. Estava assim encerrado, em apenas 11 anos, o episódio da República da Batávia.
Apesar de todos os incidentes que marcaram a sua existência, e da constante intervenção francesa, ainda assim o governo da República da Batávia conseguiu ser mais popular entre os neerlandeses do que o regime dos Orange fora. Tal facto ficou bem patente na coragem e fidelidade ao seu governo que os neerlandeses tiveram durante a Invasão Russo-Britânica de 1799 e em particular na Batalha de Castricum.
Como Estado vassalo da França, a república Batavia foi um aliado da França nas suas guerras contra a Grã-Bretanha. Como consequência, os britânicos apossaram-se da quase totalidade do Império Colonial Holandês, particularmente após a derrota da armada neerlandesa na Batalha de Camperdown (Camperduin) em 1797. O colapso do império colonial causou uma séria crise económica da qual os Países Baixos apenas emergiram na segunda metade do século XIX.